# Walsall Wood

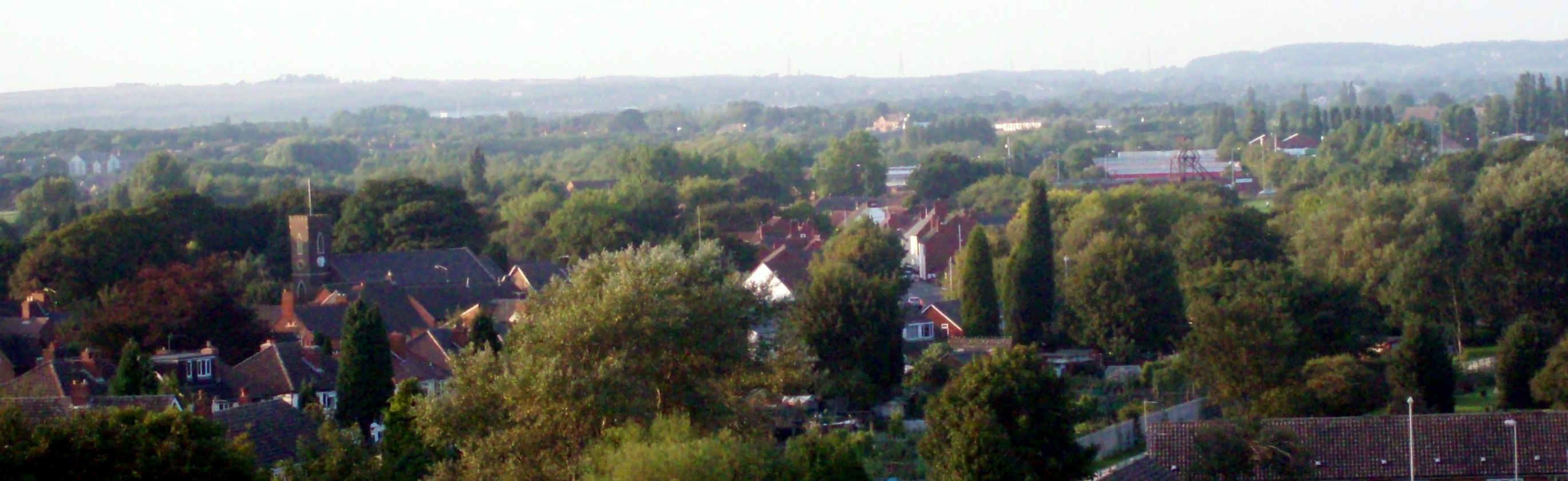
Vista desde el sur.

Walsall Wood es un pueblo minero del área de Walsall, en el Black Country (Reino Unido).  
Antes pertenecía al condado de Staffordshire, y ahora pertenece al de los Midlands Occidentales. 
Walsall Wood está a medio camino entre Walsall y Lichfield yendo por la carretera A461, y a medio camino entre Aldridge y Brownhills yendo por la carretera B4152.
Las primeras industrias en esta localidad fueron la explotación de canteras de piedra caliza y fabricación de ladrillos: las industrias artesanales de fabricación de clavos y de la cadena estuvo presente. La gran expansión del pueblo tuvo lugar después de la apertura de la mina de carbón de Walsall Wood en 1874. La mina cerró definitivamente en 1964.
- Datos: Q1026645
- Multimedia: Walsall Wood / Q1026645